# Stefan Bernadis
Stefan Bernadis (fr. Stéphane Bernadis; Bulonj Bijankur, 23. februar 1974) je Francuski klizač u umetničkom klizanju. Takmičio se u kategoriji sportskih parova sa partnerkom po imenu Sara Abitbol. Na svom poslednjem pojavljivanju pre povlačenja 2003. godine na Svetskom prvenstvu zauzeli su dvanesto mesto, dok su iste godine na Evropskom osvojili Srebrnu medalju.

## Takmičarski rezultati
(sa Abitbol)
1993.
- Francuski šampionat – Srebrna medalja
- Evropsko prvenstvo - 14
- Svetsko prvenstvo - 19

1994.
- Francuski šampionat - Zlatna medalja
- Evropsko prvenstvo - 15

1995.
- Francuski šampionat - Zlatna medalja
- Evropsko prvenstvo - 7
- Svetsko prvenstvo - 9

1996.
- Francuski šampionat - Zlatna medalja
- Evropsko prvenstvo - Bronzana medalja
- Svetsko prvenstvo - 11

1997.
- Francuski šampionat - Zlatna medalja
- Evropsko prvenstvo - 4
- Svetsko prvenstvo - 7

1998.
- Francuski šampionat - Zlatna medalja
- Evropsko prvenstvo - Bronzana medalja
- Olimpijada - 6
- Svetsko prvenstvo - 8

1999.
- Francuski šampionat - Zlatna medalja
- Evropsko prvenstvo - Bronzana medalja
- Svetsko prvenstvo - 5

2000.
- Francuski šampionat - Zlatna medalja
- Evropsko prvenstvo - Bronzana medalja
- Svetsko prvenstvo - Bronzana medalja

2001.
- Francuski šampionat - Zlatna medalja
- Evropsko prvenstvo – Bronzana medalja

2002.
- Francuski šampionat - Zlatna medalja
- Evropsko prvenstvo - Srebrna medalja

2003.
- Francuski šampionat – Zlatna medalja
- Evropsko prvenstvo - Srebrna medalja
- Svetsko prvenstvo - 12